# نظام الوقود في الطائرة
نظام الوقود في الطائرة فقد تجده بسيط جداً في طائرة صغيرة ذات محرك واحد ويتدرج في التعقيد إلى طائرة ركاب نفاثة، إلا أن كل أنظمة الوقود تتشارك في أغلب الأجزاء فكل نظام يحتوي على خزان للوقود أو مجموعة من الخزانات وأنابيب توصيل لنقل الوقود من الخزان إلى المحرك ومضخة "pump" ومجموعة من الصمامات "valves" للتحكم في تدفق الوقود، وأدوات قياindicators" لمعرفة كمية الوقود الموجود في الخزان.

## الوقود أثناء الرحلة
كل الطائرات سواءً ذات الأجنحة الثابتة أو المروحية تحتاج إلى تدفق متواصل للوقود في جميع حالات الرحلة. يأخذ وزن الوقود نسبة كبيرة من الوزن الكلي للطائرة، ويكون تقريباً بنسبة حوالي 10% في الطائرات الصغيرة إلى 40% في الطائرات النفاثة الكبيرة ذات الرحلات الطويلة. وزن الوقود هذا يحتاج إلى أن تكون بنية الطائرة قوية كفاية لحمله في جميع حالات الرحلة. وكذلك بالنسبة لتصميم الطائرة يجب على المصممين أن يضعوا في الحسبان أن تناقص كمية الوقود خلال الرحلة لا يؤثر على توازن الطائرة. ولتخفيف الضغط والإجهاد على بنية الطائرة وإطالة عمر الطائرة يقوم مشغلي الطائرات باستخدام بعض الإجراءات عن كيفية استخدام الوقود من خزانات مختلفة فمثلاً في طائرات B747 يتم أولاً استخدام الوقود الموجود في الخزان الأوسط ويليه خزانات الأجنحة الداخلية إلى أن تتساوى مع كمية الوقود في خزانات الأجنحة الخارجية.

## تلوث الوقود
تلوث الوقود من الأشياء التي يجب معرفتها عن قرب لأنها تعتبر من أهم المشاكل بالنسبة لهذا النظام. التلوث قد يكون على شكل جسيمات صلبة, ماء، ثلج أو بكتيريا تتغذى على الوقود. ويقوم هذا التلوث على سد فلاتر وصافيات الوقود وقطع الوقود عن المحركات وتكون المشكلة في الماء عند طيران الطائرة على ارتفاعات عالية حيث درجة الحرارة منخفضة جداً مما قد يحول الماء إلى ثلج داخل الفلاتر، ولذلك يستخدم في بعض الطائرات سخانات لتسخين الوقود لمنع تكون الثلج داخل الخزان. كذلك نوع ودرجة الوقود يجب أن
تتطابق مع المحرك المستخدم. ومن مسؤولية قائد الطائرة أن يتحقق من التطابق.

## أنواع خزانات الوقود
- "Integral tanks"

وتكون هذه الخزانات من بنية الطائرة الداخلية.
- "Bladder tanks"

تكون على شكل كيس كبير من المطاط يوضع داخل الخزان، ويستخدم مثل هذا النوع على طائرة C-130
- "External Fuel Tanks"

هي خزانات خارجية تكون معلقة بالطائرة ويوجد أنواع منها من الممكن فصلها خلال الطيران.

## أنواع مضخات الوقود
- "Engine Feed Pumps"

تقوم هذه المضخات على تغذية المحرك بالوقود بالضغط المطلوب.
- "Fuel transfer pumps"

تقوم على ضخ الوقود من خزان إلى آخر.

## أنواع الصمامات
- "Selector valves"

يقوم على تحديد أي الخزانات المراد استخدامه في تغذية المحرك.
- "Cross-feed valves"

ويستخدم لنقل الوقود من خزان إل آخر.
- "Refuel / defuel valves"

يستخدم لإمداد الطائرة بالوقود أو لتفريغها.
- "Fuel dump valves"

يستخدم لتفريغ الوقود خلال الرحلة.
- "Fuel vent valves"

لإزالة ضغط الهواء الزائد داخل الخزان.

## أنواع أدوات القياس
يوجد أنواع عديدة من أدوات القياس منها البسيطة جداً كالتي تكون في الطائرات الصغيرة وتكون على شكل قطعة تطفو على سطح الوقود تكون متصلة بإبرة قراءة تعطي قيمة تقريبية للوقود مثل 1/4، 1/2، 3/4
- "Magnetic fuel quantity stick"

يستخدم عندما تكون الطائرة على الأرض. وهي عصا يكون في رأسها مغناطيس وتكون معزولة عن الوقود داخل اسطوانة ويكون حول الإسطوانة حلقة مصنوعة من مادة اخف من الوقود ويوجد بها مغناطيس أيضاً. عند تحرير العصا تقوم بالنزول حتى يتجاذب المغناطيس الداخلي والخارجي وتكون العصا مرقمة لتعطينا مستوى الوقود في الخزان. يوجد مثلاً في طائرة B747 أكثر من 10 من هذا النوع موزعة على كل الخزانات.
- "Concentric-type fuel quantity system"

ما يميز هذا النوع من أدوات القياس أنه يعتمد على وزن الوقود وليس الحجم لأن الوقود يتغير حجمه منتغير درجة الحرارة وليس فقط مستوى الوقود كما في الأنواع الأخرى، ويكون عمل هذا النظام بوجود قطعتين من المعدن متحدي المركز ويعملا عمل المكثف الكهربائي يمتد كل واحد منهما بطول الخزان من الأعلى إلى الأسفل. يقوم كلاً من
الوقود والهواء كعازل للكهرباء حيث تختلف قيمة العزل بينهما. فكلما قل الوقود داخل الخزان يظهر المعدن المغمور في الوقود ويتعرض للهواء مما يغير قيمة العزل الكهربائي ويقوم الجهاز على قراءة هذا التغير ويعاير لتتم قراءته كما يظهر أمام الطيار إما بالكيلوجرام أو بالباوند.